# 李日強
李日強（1535年—？），字元莊，號敬斋，山西平陽府曲沃縣人，軍籍，明朝政治人物。

## 生平
嘉靖四十年（1561年）辛酉科山西鄉試第一名舉人。嘉靖四十四年（1565年）中式乙丑科三甲第一百二十八名進士。都察院观政，本年八月授官宜阳知县，隆庆二年九月行取，选授南京礼科给事中，丁忧归。六年（1572年）八月復除吏科。神宗即位，条议阅边四事。万历元年（1573年）二月升户科右，九月升礼科左，二年正月出为湖广右参议，五年二月升陕西副使，八年正月升辽东苑马寺卿，丁忧未赴任。十三年復除陕西行太仆寺卿，十八年升贵州参政，十九年养病。

## 家族
曾祖李錄；祖父李瓉；父李廷舉，累封给事中；母衛氏，贈孺人；繼母鞏氏，封孺人。兄日休、日跻，俱庠生；弟日煦（举人）、日知（庠生）、日暄、日中、日熙。